# 電話占い
電話占い（でんわうらない）とは、固定電話や携帯電話から占い師に占ってもらえるIT系課金サービスである。

## 歴史
1991年9月に始まった「占いダイヤル」という大幸のダイヤルQ2サービスが始まりだと言われている。それまで占いは対面鑑定が基本であったが、Q2でのサービス以降、1992年6月にはコレクトコールによる「電話占い」が開始された。その頃は、法人よりも占い師が個人で電話占いを行っているサービスが多く、携帯電話が無かった当時の鑑定方法は、家の電話にコレクトコールで占い師がかけてくるという方法が主流で、自動音声ガイダンスにより占って欲しい占い師を自分で指名するサービスと、オペレーターが取り次ぎ選んでもらった占い師から折り返し電話がかかってくるサービスの2種類があった。フリーダイヤルの場合は通話料無料だが、コレクトコールで鑑定料金の他に電話料金がかかる場合があった。電話占いといっても場所は自宅と限定されていたため、気軽に電話を掛けたり長話をしたりということが困難な状況にあり、当時の利用者は占いマニアだけであった。占術はタロット、四柱推命、西洋占星術などの人気があった。インターネットが普及する前であり、広告は占い専門雑誌が一般的であった。
2000年頃からは、an・an、女性自身などの一般誌にも電話占いの広告が掲載されるようになり、また携帯電話の普及も重なったため、占いマニアに限らず学生から主婦まで幅広い層が気軽に利用できるようになった。携帯電話の普及は、電話占いを大きく発展させたといっても過言ではない。元々重い相談が多かった占いでは、プライバシーが保たれる必要があった。携帯電話により家族がいない場所でも電話占いが利用できるようになったことが電話占いのはじまりとも言われている。占術は霊感、霊視に人気があった。
2003年頃には電話の他にメール占いがスタートし、インターネットの普及と共に占いサイトを立ち上げる法人・個人も増えてきた。
2005年頃になると、ホームページの制作技術も向上し、サイト内の情報量が豊富になってきたことで利用者が増え始め、選択の幅が増える時代になった。料金はポイント制を設置する場合が多く、あらかじめクレジットカード、銀行振込、コンビニ決済等でポイントを購入する他、後払い決済での利用もできる場合がある。
2020年以降のコロナ禍にて、巣ごもり需要の高まりと対面鑑定の控えで、電話占い需要が増加した。それにともなって新たなサービスが乱立、または既存サービス強化の流れになった。そのため電話占いサイト運営各社は利用者を少しでも集めるため、新規利用者は鑑定料金が一定時間無料となるサービスを提供している。中にはセキュリティ的に不安な占いサービス運営者や、相性が良くない占い師がいるため、利用者は自身に合うサービス探しとして無料特典を活用できる。

2023年現在、電話占いサービスの総数は300社を超えている。
また、最近ではオンライン鑑定などのサービスも増加傾向にある。